# Svatopluk Kovář
Svatopluk Kovář (* 5. dubna 1955) je bývalý český fotbalový brankář. Po skončení aktivní kariéry působí jako trenér.

## Fotbalová kariéra
V československé lize hrál za TJ SU Teplice. Nastoupil ve 2 ligových utkáních.

## Ligová bilance
| Ročník                                   | Zápasy | Góly | Klub       |
| ---------------------------------------- | ------ | ---- | ---------- |
| 1. československá fotbalová liga 1977/78 | 2      | 0    | SU Teplice |
| CELKEM                                   | 2      | 0    |            |